# میراندا ری مایو
میراندا رِی مایو (انگلیسی: Miranda Rae Mayo) بازیگر اهل ایالات متحده آمریکا است. وی از سال ۲۰۱۱ میلادی تاکنون مشغول فعالیت بوده‌است.

## گزیدهٔ نقش‌آفرینی‌ها

### سینما
- ما دوستان تو هستیم (۲۰۱۵)
- درون (۲۰۱۱)

### تلویزیون
- شیکاگو پی.دی. (۲۰۱۹)
- شیکاگو فایر (۲۰۱۶ تا کنون)
- کارآگاه حقیقی (۲۰۱۵)
- دروغ‌گوهای کوچک زیبا (۲۰۱۵)
- روزهای زندگی ما (۲۰۱۵–۲۰۱۳)